# Artediellina
Artediellina is een monotypisch geslacht van straalvinnige vissen uit de familie van donderpadden (Cottidae).

## Soort
- Artediellina antilope (P. J. Schmidt, 1937)